# Standard E1
Der Standard E1 war ein Lastendreirad, das von 1939 bis 1945 in der Standard Fahrzeugfabrik Wilhelm Gutbrod in Plochingen hergestellt wurde. Er war baugleich mit dem von 1938 bis 1948 gebauten Tempo E 400, dessen Konstruktion als „Einheits-Dreirad-Lieferwagen“ nach dem Schell-Plan in Lizenz übernommen werden musste.

## Technik
Das Fahrzeug hatte einen wassergekühlten Zweizylinder-Zweitakt-Ottomotor von ILO, der zusammen mit dem Getriebe über dem einzelnen Vorderrad eingebaut war. In der ersten Ausführung leistete der Motor mit einem Hubraum von 397 cm³ (Bohrung 61 mm, 68 mm) 12 PS, später 12,5 PS bei 3500/min. Das Getriebe mit Krückstockschaltung hatte drei nicht synchronisierte Vorwärtsgänge und einen Rückwärtsgang. Mit einer im Ölbad laufenden Rollenkette wurde die Antriebskraft auf das Vorderrad übertragen.
Der Standard E1 hatte wie der Tempo E 400 einen Zentralrohrrahmen, der je nach Wunsch bzw. Aufbau in zwei Längen bzw. mit einem Radstand von 2870 mm oder 3170 mm geliefert wurde. Radaufhängung des Vorderrads war der Kettenkasten mit Evolutfeder und Gummipuffer, hinten hatte der Wagen eine Pendelachse mit Evolutfedern. Motor, Getriebe und Kettenkasten waren als Einheit in einem Drehzapfen gelagert und schwenkten beim Lenken nach links oder rechts mit. Die Bremse wurde mechanisch betätigt. Das Führerhaus bestand aus Sperrholz und war mit Kunstleder bespannt. Als Aufbauten waren Pritschenwagen, Kastenwagen und Sonderaufbauten erhältlich. Der Wagen mit Tiefpritsche war 4650 mm lang, 1970 mm breit und 1550 mm hoch, der Kastenwagen 3920 mm lang, 2000 mm breit und 1750 mm hoch. Das Leergewicht (mit Fahrer) betrug 790 kg, die Nutzlast 650 kg.
Der Kraftstoffverbrauch (Kraftstoff-Öl-Gemisch) lag laut Hersteller bei etwa 6,9 l/100 km. Die Höchstgeschwindigkeit wurde mit bis zu 60 km/h angegeben. Der Tank fasste etwa 12 Liter.
Diese einfache Konstruktion mit hohem Schwerpunkt war in Kurvenfahrten wenig stabil. Vorher hatte Gutbrod Fahrzeuge mit Motor und Getriebe hinter der Hinterachse als Unterflurmotor konstruiert.

## Sonstiges
Während des Zweiten Weltkriegs waren Hersteller von der NS-Diktatur verpflichtet worden, Waffen und Zubehör sowie Militärausstattung für den Krieg zu produzieren. Nur wenige durften weiterhin zivile Fahrzeuge produzieren. Der Standard E1 war das letzte Lastendreirad, das Gutbrod baute. Der Karosseriebauer Rometsch fertigte Feldküchen, Borgward Militärfahrzeuge.